# The Singles Collection 2001-2011
The Singles Collection 2001-2011 è la terza raccolta del gruppo musicale britannico Gorillaz, pubblicato il 28 novembre 2011 dalla Parlophone.

## Tracce
1. Tomorrow Comes Today – 3:14
2. Clint Eastwood – 5:43 (Gorillaz, Teren Jones)
3. 19-2000 – 3:28
4. Rock the House – 4:09 (Gorillaz, John Dankworth, Dan Nakamura, Del tha Funkee Homosapien)
5. Feel Good Inc – 3:42 (Gorillaz, David Jolicoeur)
6. Dare – 4:07
7. Dirty Harry – 3:51 (Gorillaz, Romye Robinson)
8. Kids with Guns – 3:47
9. El mañana – 3:51
10. Stylo – 3:53 (Gorillaz, Dante Terrell Smith)
11. Superfast Jellyfish – 2:58 (Gorillaz, De La Soul, Gruff Rhys)
12. On Melancholy Hill – 3:29
13. Doncamatic – 3:21 (Gorillaz, Daley)
14. Clint Eastwood (Ed Case/Sweetie Irie Refix) – 3:41 (Gorillaz, Edwin Makromallis, Irie Sweetie)
15. 19-2000 (Soulchild Remix) – 3:29

DVD bonus nell'edizione limitata
1. Tomorrow Comes Today
2. Clint Eastwood
3. 19-2000 (Original Version)
4. Rock the House
5. Feel Good Inc
6. Dare
7. Dirty Harry
8. Kids with Guns (From Demon Days Live)
9. El mañana
10. Stylo
11. Superfast Jellyfish (Live from the Roundhouse)
12. On Melancholy Hill
13. Doncamatic
14. 19-2000 (Soulchild Remix)

- Bonus Tracks

1. Charts of Darkness Doc
2. Clint Eastwood (BRITs Performance)
3. Dirty Harry (BRITs Performance)
4. Bananaz Trailer
5. Demon Days Live Trailer
6. Phase One Trailer

## Classifiche
| Classifica (2011-17)      | Posizione massima |
| ------------------------- | ----------------- |
| Australia                 | 85                |
| Belgio (Fiandre)          | 54                |
| Belgio (Vallonia)         | 70                |
| Francia                   | 111               |
| Italia                    | 30                |
| Nuova Zelanda             | 32                |
| Portogallo                | 23                |
| Regno Unito               | 46                |
| Spagna                    | 38                |
| Stati Uniti (alternative) | 25                |
| Stati Uniti (rock)        | 37                |